# Strawberry Swing
Singles de Coldplay
Life in Technicolor II
(2009) Christmas Lights
(2010)
Pistes de Viva la Vida or Death and All His Friends
Violet Hill Death and all his friends/The Escapist
Strawberry Swing est un single du groupe de rock Coldplay, extrait de l'album Viva la Vida or Death and All His Friends et sorti en novembre 2009. Il s'agit du dernier single de cet album.